# Xã Granville, Quận Platte, Nebraska
Xã Granville (tiếng Anh: Granville Township) là một xã thuộc quận Platte, tiểu bang Nebraska, Hoa Kỳ. Năm 2010, dân số của xã này là 981 người.